# Euphaea amphicyana
Euphaea amphicyana – gatunek ważki z rodziny Euphaeidae.